# Trichosaundersia dorsopunctata
Trichosaundersia dorsopunctata là một loài ruồi trong họ Tachinidae.